# Dactylodiplosis heptaphylli
Dactylodiplosis heptaphylli är en tvåvingeart som beskrevs av Maia 2004. Dactylodiplosis heptaphylli ingår i släktet Dactylodiplosis och familjen gallmyggor. Inga underarter finns listade i Catalogue of Life.